# Belvosia bruchi
Belvosia bruchi là một loài ruồi trong họ Tachinidae.